# Koločep
Koločep (em italiano:  Calamotta) é uma ilha do condado de Dubrovnik-Neretva, na Croácia. A ilha tem uma área de 46 km² e 165 habitantes. É uma das três ilhas habitadas das ilhas Elaphiti e está situada perto de Dubrovnik. Koločep é a ilha habitada mais meridional da Croácia e o seu nome local é Kalamota.